# France au Concours Eurovision de la chanson 2023
La France est l'un des pays participants du Concours Eurovision de la chanson 2023, qui se déroule au Royaume-Uni. Le pays est représenté par La Zarra et sa chanson Évidemment, sélectionnées en interne par France Télévisions. Le pays se classe seizième avec 103 points lors de la finale.

## Sélection

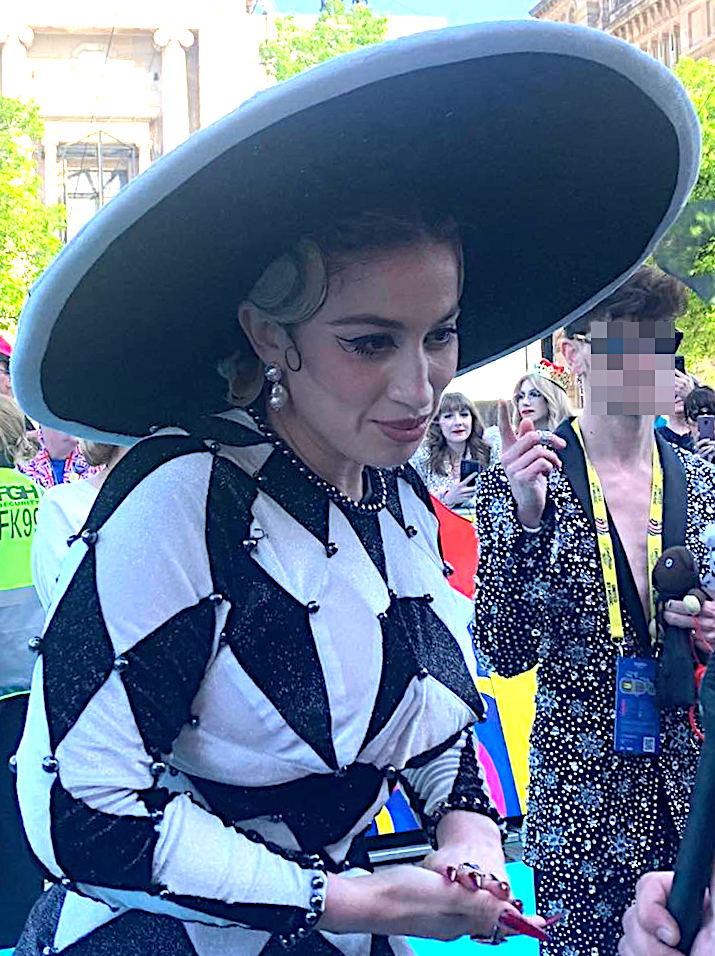
La Zarra à l'Eurovision de 2023.

France 2 confirme, le 1er juillet 2022, sa participation à l'Eurovision 2023. Le diffuseur confirme une semaine plus tard la reconduction de la sélection nationale Eurovision France, c'est vous qui décidez !,.
Malgré cette annonce, France Télévisions annonce le 12 janvier 2023 avoir sélectionné en interne la chanteuse La Zarra comme représentante.
Le 10 février 2023, La Zarra annonce, au cours des 38e cérémonie des Victoires de la musique, sur France 2, que sa chanson sera publiée le 19 février 2023, dans l'émission 20 h 30 le dimanche,.
Le titre de la chanson est dévoilé quatre jours avant sa publication, le 15 février 2023. Elle s'intitule Évidemment. Le 19 février 2023, la chanson est dévoilée dans l'émission 20h30 le dimanche sur France 2.

## À l'Eurovision
En tant que membre du Big Five, la France est qualifiée d'office pour la finale du 13 mai 2023. Elle vote cependant lors de la première demi-finale, le 9 mai 2023. 
Lors de la finale, elle termine à la 16e place avec 104 points.

### Points attribués par la France

#### Première demi-finale
| 12 points | Portugal |
| 10 points | Moldavie |
| 8 points  | Israël   |
| 7 points  | Finlande |
| 6 points  | Suisse   |
| 5 points  | Suède    |
| 4 points  | Tchéquie |
| 3 points  | Lettonie |
| 2 points  | Serbie   |
| 1 point   | Norvège  |

#### Finale[11]
| 12 points | Israël   |
| 10 points | Autriche |
| 8 points  | Finlande |
| 7 points  | Arménie  |
| 6 points  | Suède    |
| 5 points  | Portugal |
| 4 points  | Tchéquie |
| 3 points  | Suisse   |
| 2 points  | Italie   |
| 1 point   | Ukraine  |

| 12 points | Arménie  |
| 10 points | Israël   |
| 8 points  | Moldavie |
| 7 points  | Italie   |
| 6 points  | Finlande |
| 5 points  | Portugal |
| 4 points  | Ukraine  |
| 3 points  | Suède    |
| 2 points  | Belgique |
| 1 point   | Norvège  |

### Points attribués à la France[11]
| 12 points    | 10 points | 8 points | 7 points         | 6 points          | 5 points        | 4 points | 3 points                               | 2 points                          | 1 point                      |
| ------------ | --------- | -------- | ---------------- | ----------------- | --------------- | -------- | -------------------------------------- | --------------------------------- | ---------------------------- |
| Vote du jury |           |          |                  |                   |                 |          |                                        |                                   |                              |
|              | Suède     |          | Arménie Finlande | Danemark Lituanie | Espagne Irlande | Serbie   | Pays-Bas                               |                                   | Belgique                     |
| Télévote     |           |          |                  |                   |                 |          |                                        |                                   |                              |
|              | Arménie   | Norvège  |                  |                   |                 | Islande  | Albanie Chypre Grèce Roumanie Slovénie | Australie Belgique Portugal Suède | Israël Lituanie Malte Serbie |